# Николо-Ушна
Николо-Ушна (на руски: Николо-Ушна) е село в Селивановски район на Владимирска област в Русия. Влиза в състава на Малишевската селска община.

## География
Селото е разположено на брега на река Ушна близо до автомобилния път Владимир – Муром – Арзамас на 6 км западно от центъра на общината, село Малишево и на 32 км югозападно от районния център, работническото селище Красная Горбатка.

## История
Отначало на мястото на Николо-Ушна е разположено село Суровсково. Според регистрите на Муромския уезд от 1628 – 30 г. село Суровцово е притежание на братя Плешчееви, в селото има църква „Николай Чудотворец“ с параклиси на Архангел Михаил и свети великомъченик Георги. В данъчните регистри на Рязанската епархия от 1676 г., в Суровцово е записана църква „Николай Чудотворец“, стопанство на помешчиците и 41 селски стопанства. Дървената църква съществува в селото до 1825 г., когато изгаря от мълния. Вместо изгорялата църква е построен каменен храм, осветен през 1831 г. През 1859 г. към храма е достроена каменна камбанария.
В края на 19 век енорията се състои от селата Суровцово, Ново Бибеево, Старо Бибеево, Гуска, Кочергин, Марина, Карпово и Ознобишино, в които, според по църковните отчети, има 638 мъже и 722 жени. В Суровцово има църковно-енорийско училище, учащите се през 1896 г. са 40.
В края на 19 – началото на 20 век село Суровцово влиза в състава на Драчьовската волост на Меленковски уезд.
През 1929 г. селото вече се нарича Николо-Ушна и влиза в състава на Малишевския селски съвет на Селивановски район.

## Население
| 1859 | 1926 | 2010 |
| ---- | ---- | ---- |
| 265  | 318  | 47   |